# Wild Bunch

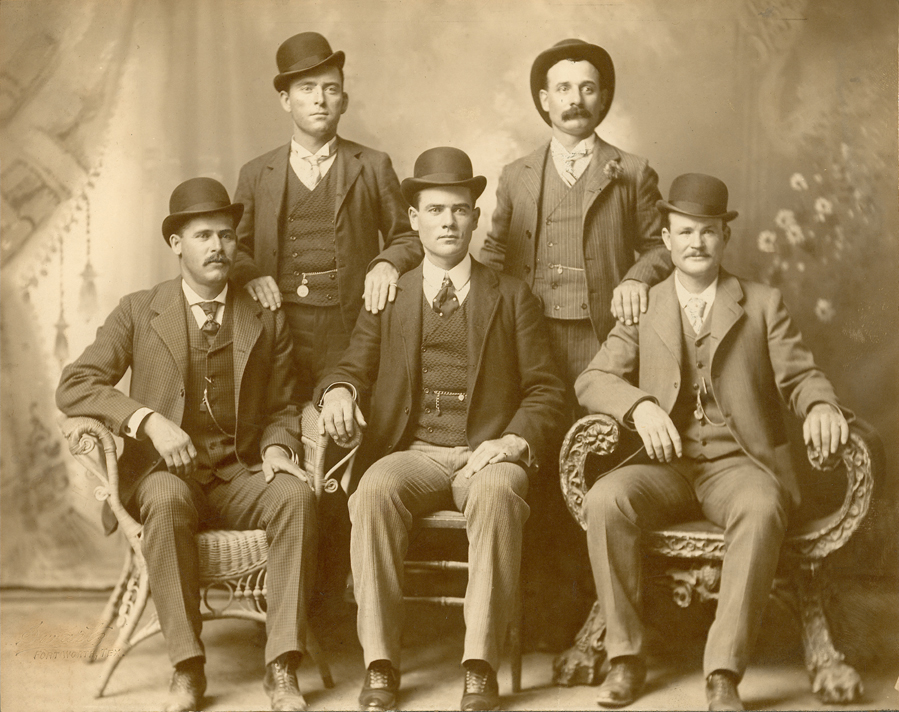
Från vänster; Harry Longabaugh (Sundance Kid), Will Carver (Will Case), Ben Kilpatrick (the Tall Texan), Harvey Logan (Kid Curry) och Robert Leroy Parker (Butch Cassidy).

Wild Bunch var ett kriminellt gäng i den amerikanska västern, ledda av Butch Cassidy. Andra medlemmar var  Sundance Kid, Ben Kilpatrick, William Carver, Laura Bullion, Elza Lay, George Curry, Harvey Logan, och Bob Meeks. Gänget rånade 1896-1901 mer än ett dussin banker och tåg. Wild Bunch försökte att avstå från dödande, och Butch Cassidy skröt om att aldrig ha dödat någon.
2 juni 1899 deltog Cassidy, Curry, Logan och Lay i ett lyckat rånöverfall av Union Pacifics tåg vid Wilcox, Wyoming och kom över 30 000 dollar. Efter rånet flydde de till New Mexico. 29 augusti överföll Butch Cassidy, Sundance Kid och oidentifierade gängmedlemmar ett annat Union Pacific-tåg i Tipton, Wyoming. Mindre än en månad senare rånade de First National Bank i Winnemucca, Nevada på 32 640 dollar.
1901 flyttade Butch Cassidy, Sundance Kid och Etta Place till Sydamerika. 1908 kan Cassidy och Sundance ha blivit dödade av bolivianskt kavalleri, även om det finns bevis som tyder på att de återvände till USA.

## Medlemmar
- Robert Leroy Parker alias Butch Cassidy
- Harry Longbaugh alias Sundance Kid
- Harvey Logan alias Kid Curry
- Ben Kilpatrick alias The Tall Texan
- William Carver
- Camila "Deaf Charlie" Hanks
- Elza Lay alias William McGinnis
- Tom "Peep" O'Day alias Joe Chancellor
- Jim Lowe
- Jesse Linsley
- William "Bill" Cruzan
- Dave Atkins
- Walter "Wat the Watcher" Punteney
- Willard E. Christiansen alias Matt Warner
- Bob Meeks
- Laura Bullion
- Etta Place
- Annie Rogers - Kid Currys favorit
- Lillie Davis - prostituerad